# Улица Мусы Джалиля (Астрахань)
У́лица Мусы́ Джали́ля — улица в Кировском и Советском районах Астрахани. Начинается от проезжей части площади Ленина к югу от стен Астраханского кремля и идёт с севера на юг. Пересекает улицы Бабушкина и Шаумяна и набережную 1 Мая. Далее проходит над Каналом имени Варвация по пешеходному Татарскому мосту и продолжается, пересекая за ним улицы Челюскинцев, Казанскую, Зои Космодемьянской, Епишина, Гилянскую, Тамбовскую, Лычманова, Бакинскую, Трофимова, Плещеева и заканчиваясь у улицы Ахшарумова.
Значительная часть улицы застроена зданиями дореволюционного периода, в том числе памятниками архитектуры.

## История
До 1837 года улица называлась Заливной, затем была переименована в Старо-Заливную. В 1920 вновь сменила название, будучи переименованной в честь Туйбахтина. В 1957 году к улице Туйбахтина присоединён съезд 25 января 1918 года, ранее называвшийся Татарским. В 1959 новообразованная улица переименована в честь татарского поэта Мусы Джалиля.

## Застройка
- дом 22/48 —  памятник архитектуры Чёрная мечеть (Кара-мячет) Татарского общества (середина XIX в.)

## Фотогалерея

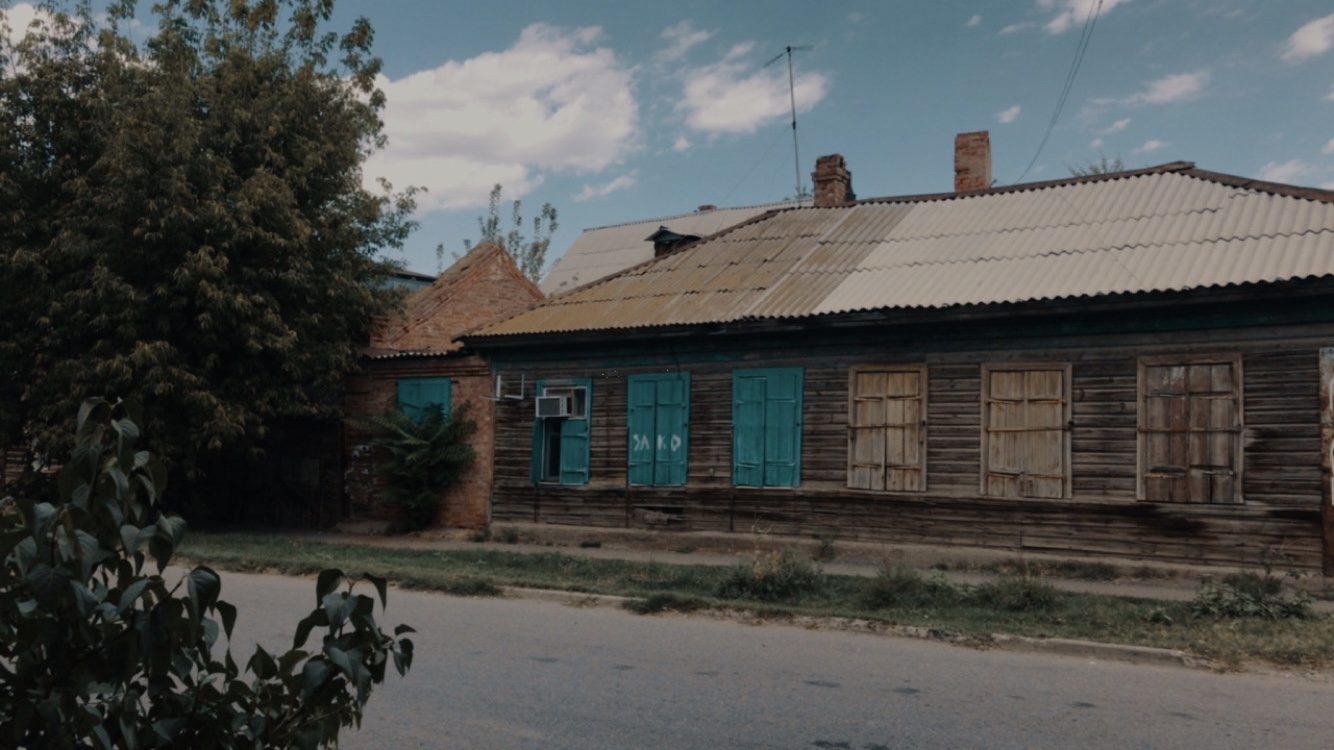
Дом № 15/61 на углу улиц М. Джалиля и Казанской
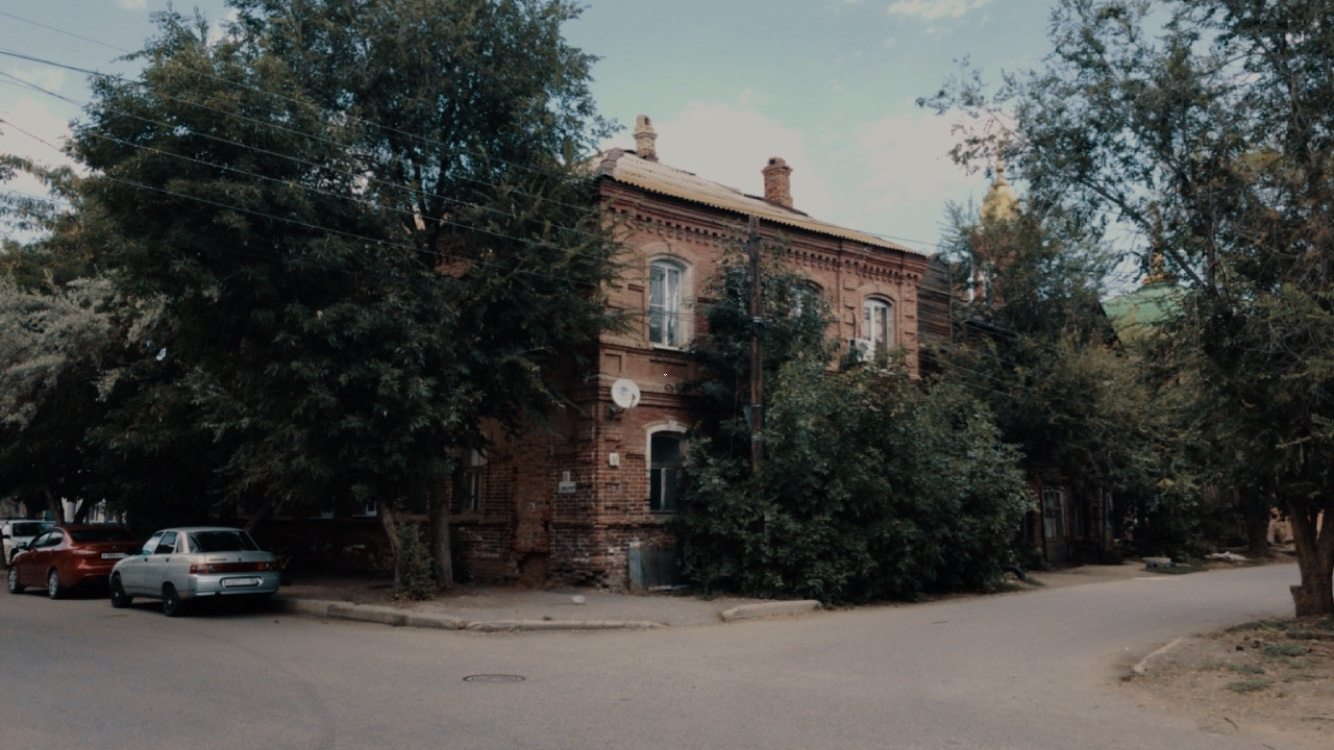
Дом № 19/67 на углу улиц М. Джалиля и Зои Космодемьянской